# Halowe Mistrzostwa Świata w Lekkoatletyce 1989 – chód na 3000 m kobiet

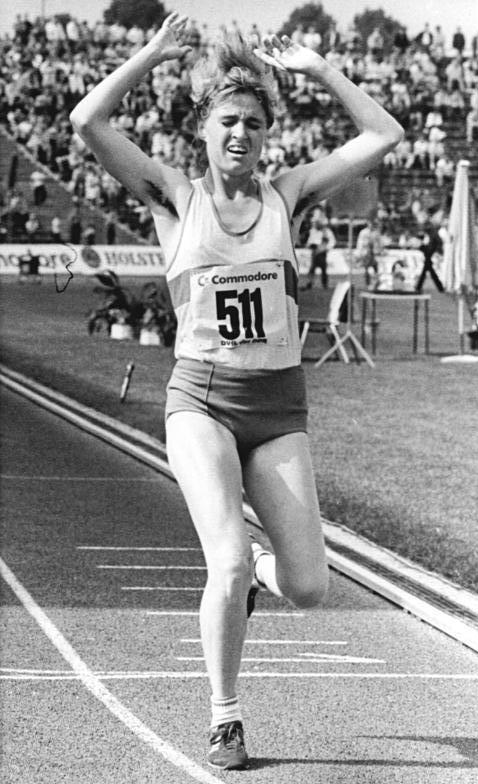
Beate Anders

Chód na 3000 metrów kobiet – jedna z konkurencji rozgrywanych podczas halowych mistrzostw świata w  hali Sport Csárnok w Budapeszcie. Eliminacje zostały rozegrane 3 marca, a finał 4 marca 1989. Zwyciężyła reprezentantka Australii Kerry-Anne Saxby, która w finale ustanowiła rekord świata z rezultatem 12:01,85. Tytułu zdobytego dwa lata wcześniej w Indianapolis nie broniła Olga Krisztop ze Związku Radzieckiego.

## Rezultaty

### Eliminacje
Rozegrano 2 chody eliminacyjne, do których przystąpiło 15 chodziarek. Awans do finału wywalczyły zawodniczki, które zajęły dwa pierwsze miejsca w swoim chodzie eliminacyjnym (Q) oraz sześć zawodniczek z najlepszymi czasami wśród przegranych (q).
Opracowano na podstawie materiału źródłowego.

#### Chód 1
| Miejsce | Zawodniczka         | Czas     | Uwagi |
| ------- | ------------------- | -------- | ----- |
| 1       | Nadieżda Riaszkina  | 12:20,28 | Q,    |
| 2       | Beate Anders        | 12:22,22 | Q     |
| 3       | María Reyes Sobrino | 12:27,82 | q,    |
| 4       | Ann Peel            | 12:36,46 | q,    |
| 5       | Andrea Alföldi      | 12:47,70 | q     |
| 6       | Bev Hayman          | 13:06,61 | [ 2 ] |
| 7       | Andrea Brückmann    | 13:21,72 |       |

#### Chód 2
| Miejsce | Zawodniczka      | Czas     | Uwagi |
| ------- | ---------------- | -------- | ----- |
| 1       | Ileana Salvador  | 12:41,12 | Q     |
| 2       | Kerry-Anne Saxby | 12:41,55 | Q     |
| 3       | Anikó Szebenszky | 12:45,93 | q     |
| 4       | Olga Sánchez     | 12:50,87 | q     |
| 5       | Dana Vavřačová   | 12,52,01 | q     |
| 6       | Teresa Vaill     | 12:52,39 |       |
| –       | Alison Baker     | DSQ      |       |
| –       | Waleria Todorowa | DSQ      |       |

### Finał
Opracowano na podstawie materiału źródłowego.
| Miejsce | Zawodniczka         | Czas     | Uwagi       |
| ------- | ------------------- | -------- | ----------- |
| 1       | Kerry-Anne Saxby    | 12:01,65 | [ 4 ] [ 1 ] |
| 2       | Beate Anders        | 12:07,73 |             |
| 3       | Ileana Salvador     | 12:11,33 | [ 1 ]       |
| 4       | Nadieżda Riaszkina  | 12:12,98 | [ 1 ]       |
| 5       | Anikó Szebenszky    | 12:27,20 | [ 1 ]       |
| 6       | Andrea Alföldi      | 12:31,66 | [ 1 ]       |
| 7       | Ann Peel            | 12:32,34 | [ 1 ]       |
| 8       | Olga Sánchez        | 12:34,02 | [ 1 ]       |
| 9       | Dana Vavřačová      | 12,40,51 |             |
| –       | María Reyes Sobrino | DSQ      |             |